# Camptochaeta pentacantha
Camptochaeta pentacantha är en tvåvingeart som beskrevs av Heikki Hippa och Pekka Vilkamaa 2007. Camptochaeta pentacantha ingår i släktet Camptochaeta och familjen sorgmyggor. Inga underarter finns listade i Catalogue of Life.